# Fundació Horta Sud
La Fundació Horta Sud és una institució fundada a Torrent el 1972 amb l'objectiu de promoure els esforços per al desenvolupament comunitari de la comarca de l'Horta Sud.
L'any 1972 per iniciativa de la Caixa d'Estalvis de Torrent es va crear la fundació denominada aleshores, Instituto Pro-desarrollo. Al març de 1990 l'Instituto Pro-desarrollo, amb l'IDECO i altres institucions de la comarca, sol·liciten als presidents de la CAM i la Caixa d'Estalvis de Torrent (en procés de fusió) l'aprovació d'una dotació econòmica amb la finalitat de crear una Fundació que continuara l'acció sociocultural de Caixa Torrent. Naix així la Fundació per al Desenvolupament Caixa Torrent, influenciada per la JARC (Joventut Agrària Rural Catòlica), un dels moviments especialitzats d'Acció Catòlica, amb l'aportació decisiva de persones com Josep Ferrís March, que esdevindria posteriorment en president de l'entitat. Després de l'adaptació dels seus estatuts a la Llei 30/94, l'any 1997 la Fundació Caixa Torrent queda inscrita en el Registre de la Direcció General d'Interior de la Conselleria de Presidència de la Generalitat Valenciana amb el número 59 (V) i l'any 2000, publicada la Llei 8/1998 de la Comunitat Valenciana sobre fundacions, s'adapten novament els estatuts a la llei, i es canvia el seu nom pel de Fundació de la Comunitat Valenciana per al Desenvolupament de l'Horta Sud, i l'any 2007 s'aprova el canvi de nom per l'actual.
Juntament amb la Mancomunitat de Municipis i amb diversos professors universitaris, presentaren l'estudi Antecedents i referències per a una planificació estratègica metropolitana El 2002 crea el Centre de Recursos Associatius, en una aposta per l'enfortiment del teixit associatiu de la comarca, que ofereix formació, servei d'assessoria, Ajudes a projectes interassociatius i jornades. En 2016 la Fundació Horta Sud a través del projecte Somos Súper, que té objectiu visibilitzar el treball de les persones que treballen diàriament en associacions i organitzacions de la comarca, realitza un taller de còmic social impartit pel dibuixant valencià Paco Roca en col·laboració amb l'Escola d'Art i Superior de Disseny de València, en el qual participen 25 alumnes. A partir d'aquest taller es crearen unes històries de còmic sobre les associacions que es recolliren en el llibre Històries de Superació que inclou un còmic del propi Paco Roca i 14 històries il·lustrades per 17 dels alumnes participants.
Des de l'any 1995 la Fundació Horta Sud ha donat 208.671 € en 139 projectes Interassociatius amb més de 763 entitats subvencionades a través de les ajudes a Projectes Interassociatius com a programa de cooperació amb associacions de la Comarca de l'Horta Sud amb la finalitat d'afavorir la participació ciutadana i enfortir el teixit social de la comarca i contribuir a la realització de projectes de desenvolupament cultural o social que promoguen la col·laboració entre associacions dins d'una mateixa localitat o en l'àmbit comarcal.
L'any 2018 va ser elegida presidenta de l'entitat Imma López Prieto.
L'any 2019 les campanyes de promoció de l'associacionisme de la Fundació Horta Sud van rebre el premi en la categoria de Campanyes compromeses de la Iª Edició dels Premis Cooperació de la Comunitat Valenciana, guardons que entrega la Coordinadora Valenciana d'Oenegés per al Desenvolupament (CVONGD). Aquell mateix any va rebre el IV Premi de Civisme, de la Generalitat de Catalunya, en la modalitat Ciutadania i Virtut Civil.

## Menció Colibrí
Des de l'any 2015 la Fundació lliura la menció Colibrí per visibilitzar les associacions que han assumit la responsabilitat de construir una societat més justa, permetent que millore la vida de les persones. Les entitats guardonades han estat:
- 2015: Plataforma CIES no.[14]
- 2016: Plataforma Pobresa Zero.[15]
- 2017: SETEM Comunitat Valenciana.[16]
- 2018: Centre Delàs d'Estudis per la Pau.[17]
- 2019: ONG Open Arms.[18]

## Presidents
- 1972 - 1981 Sandalio Miguel Miquel[19]
- 1982 - 1986 José María Peiró Silla[20]
- 1986 - 1992 José Tordera Ferrer[21][22]
- 1992 - 2001 Josep Ferrís March[23][22]
- 2001- 2004 Vicent Comes[24]
- 2004 - 2005 Enric Martí Marzal[25]
- 2005 - 2018 Alfred Domínguez Ibáñez[1]
- 2018 - Imma López Prieto[11]

## Publicacions
Alguns dels llibres editats són:
- Las dos caras de las políticas sociales a l'Horta Sud de Valencia: Restricciones presupuestarias e iniciativa local. Autora Marcela Jabbaz. 2007.
- Mirades de l'Horta Sud. Diversos autors. ISBN 8468934135. Torrent 2005.
- L'associacionisme a l'Horta Sud. Autors: Antonio Ariño i Marcela Jabbaz. ISBN 8495316293. Torrent 2003
- Antecedents i referències per a una planificació estratègica metropolitana. Pedro Rubio Navarro, Daniel Monleón Balanzá i Josep Lluís Gisbert de Elío. Quaderns de l'Horta núm. 5, 2009.[2]
- Roca, Paco; DEIH; Xèlon Xlf; Julio Guijarro; Gonzalo Sierra; José Ramón Prats, Gabriel Molinaro, Daniel Otero, Adrián Vidal, Hugo Díaz, Laura di Mascio, Óscar García, Itzel Milla, Sandra Morno, Javier Sprang, Aratxa Morcillo, Ariadna Guillem. Històries de superació. 14 històries increïbles de superació (en català i castellà).  Torrent: Fundació Horta Sud, 2016, p. 151.[6][7]
- López Ruiz, Juana (2018). Mediación intercultural, prevención de conflictos y trabajo en red. En Alberto Mora Castro (Ed.) Mediación intercutural y gestión de la diversidad. Instrumentos para la promoción de una convivencia pacífica (pp. 213 - 230). ISBN 978-84-9169-672-8, Valencia, Tirant lo Blanch.

## Museu
El Museu Comarcal de l'Horta Sud Josep Ferrís March és un centre de conservació, difusió, investigació i exposició del patrimoni cultural de la comarca de l'Horta Sud, reconegut com a tal mitjançant ordre del Conseller de Cultura, Educació i Ciència de la Generalitat Valenciana el 28 de febrer de 1996, que promou la dinamització cultural i social del seu àmbit comarcal, destacant els elements que han definit la personalitat de la comarca de l'Horta Sud al llarg de la història. El museu es troba a ca l'Estudiant de Boqueta, una antiga casa de llauradors construïda durant la primera dècada del segle XX a Torrent.